# Août 2019
Août 2019 est le 8e mois de l'année 2019.

## Évènements
- 2 août : le Japon annonce le retrait de la Corée du Sud de sa liste des partenaires commerciaux les plus fiables, à compter du 28 août 2019[1].
- 3 août : une fusillade terroriste raciste cause 22 morts à El Paso, aux États Unis.
- 4 août :
  - Franky Zapata traverse la Manche sur son Flyboard Air, 110 ans après Louis Blériot.
  - attentat au Caire.
- 5 août : le gouvernement de l'Inde abroge le statut d'autonomie du Jammu-et-Cachemire.
- 7 août : un attentat à la bombe à Kaboul (Afghanistan) fait au moins 14 morts.
- 8 août : en Russie, un accident nucléaire survient sur une « plateforme maritime » de la base militaire de Nyonoksa, dans le Grand Nord.
- 10 août :
  - au Yémen, les séparatistes du Conseil de transition du Sud prennent la ville d'Aden après plusieurs jours de combats contre les forces gouvernementales yéménites.
  - en Tanzanie, un camion-citerne explose à Morogoro, faisant plus d'une centaine de victimes[2].
- 11 août : élection présidentielle au Guatemala (2e tour), remportée par le conservateur Alejandro Giammattei ;
- À partir du 11 août : la multiplication anormale des feux de forêt dans l'Amazonie brésilienne amène à déclarer l'état d'urgence dans l'Amazonas ; la situation devient hors de contrôle, les foyers s'étendent et se multiplient au long du mois d'août, provoquant des catastrophes écologiques, attirant l'attention internationale et une crise politique internationale vis-à-vis de la gestion de la crise par le gouvernement Bolsonaro, et de sa politique écologique et agricole qui encourage la déforestation et le brûlis.
- 12 août : 
  - début des manifestations féministes de 2019 à Mexico pour exiger l'ouverture d'enquêtes à la suite des viols présumés commis par des policiers municipaux de Mexico sur des femmes et des jeunes filles.
  - La Corée du Sud annonce le retrait du Japon de sa liste de partenaires commerciaux les plus fiables, à compter du 18 septembre[3].
- 14 août : après douze mois de test sur 109 patients en Afrique du Sud, la Food and Drug Administration annonce qu'un cocktail de médicaments fait de bédaquiline, de linezolide et de prétomanide[4], réparti en 5 comprimés par jour, permet de réduire la durée de traitement de la tuberculose résistante à six mois (plus six mois de suivi thérapeutique) avec un taux de guérison de 90%[4] - contre des traitements de 18 à 24 mois avec la prise de trente à quarante gélules quotidiennes et de nombreuses piqures jusque-là[4].
- 16 août : une météorite (peut-être un bolide) traverse le ciel ouest-méditerranéen en pleine nuit. Vue depuis la France, l'Espagne, l'Italie et l'Algérie.
- 17 août :
  - un attentat lors d'un mariage à Kaboul (Afghanistan) fait au moins 80 morts et 182 blessés[5] ;
  - au Soudan, une « déclaration constitutionnelle » est signée entre le Conseil militaire de transition et l'Alliance pour la liberté et le changement[6] ;
  - en Islande, commémorations des 5 ans de la disparition d'Okjökull, premier glacier à avoir disparu à cause du réchauffement climatique, avec la pose d'une plaque Lettre pour le futur sur son ancien emplacement.
- 20 août : 
  - démission de Giuseppe Conte, président du Conseil des ministres d'Italie.
  - en Syrie, le Hayat Tahrir al-Cham se retire complètement de la ville de Khan Cheikhoun, qui était occupé par les rebelles depuis plus de 5 ans[7].
- 21 août : l'armée syrienne et ses alliés s'emparent de la totalité de la ville de Khan Cheikhoun[8],[9],[10].
- 23 août : l'armée syrienne reprend le contrôle des villes de Kafr Zita, Latamné et Morek, après des années d'occupation par les rebelles[11].
- 24 août : élections législatives à Nauru.
- 24 au 26 août : 45e sommet du G7 à Biarritz en France.
- 25 août : Felix Kjellberg plus connu sous le pseudo Pewdiepie est la première chaine YouTube indépendante à passer 100 millions d'abonnés[12].
- 26 août : le président indonésien, Joko Widodo, annonce que la capitale de l'Indonésie va être transférée dans une autre ville, dont la construction commencera en 2020 au milieu de la jungle tropicale de l'île de Bornéo, dans la province de Kalimantan et le district de Penajam Paser Utara et Kutai Kartanegara, car Jakarta doit faire face à de nombreux problèmes écologiques : expositions aux catastrophes naturelles (plus fréquentes sur l'île de Java où se trouve Jakarta que sur celle de Bornéo), surpopulation (mégapole de 30 millions d'habitants), et surtout énormément de pollution de l'air et des inondations courantes à la fois à cause des pluies, de la montée des océans et de l'affaissement de la ville sous la mer de 18 cm par an en raison de l’épuisement des puits d’eau souterrains[13],[14] ; le nouvel emplacement a été choisi car il est plus à l'abri des catastrophes naturelles et est proche des grandes aires urbaines indonésiennes, mais pose des inquiétudes par rapport à l'impact sur la biodiversité très riche qui se trouve dans ces jungles[13],[14].
- 28 août :
  - le premier ministre britannique Boris Johnson annonce une suspension du Parlement de début septembre au 14 octobre[15] ;
  - l'incendie criminel par des narcotrafiquants d'un club de strip-tease à Coatzacoalcos au Mexique provoque 30 morts.
- 31 août : élections générales aux Îles Féroé.

## Climatologie

### France
Les températures ont été le plus souvent supérieures aux normales pour un mois d'août malgré un pic de fraîcheur en milieu de mois. Les passages perturbés ont été importants dans l'ouest en 1re quinzaine alors que dans le sud-est il n'a quasiment pas plu hormis quelques orages. À partir du 21, l'anticyclone est revenu sur le pays et la France a connu une vague de chaleur tardive mais bien loin des canicules de juin et juillet.
La température a été de 1,2 °C au-dessus des normales.
Les précipitations ont été inférieures aux normales de 15 %.
À Nîmes il n'a pas plu une seule goutte alors que le Nord-Ouest et la Corse ont été plus arrosés.
L'ensoleillement est supérieur de 10 % par rapport à la normale,.